# Monte Emerson
Il Monte Emerson (in lingua inglese: Mount Emerson) è una montagna antartica, alta 2.190 m, situata 9 km a est-sudest del Brewer Peak, nel settore meridionale del DuBridge Range, nei Monti dell'Ammiragliato, in Antartide. 
Il monte è stato mappato dall'United States Geological Survey (USGS) sulla base di rilevazioni e foto aeree scattate dalla U.S. Navy nel periodo 1960-63.
La denominazione è stata assegnata dall'Advisory Committee on Antarctic Names (US-ACAN) in onore di George L. Emerson, metalmeccanico della U.S. Navy che ha lavorato presso la Stazione McMurdo nel 1967.